# Уан И
Уан И (на китайски: 王毅, на пинин: Wáng Yì) е китайски политик и дипломат. От март 2013 г. до декември 2022 г. и отново от юли 2023 г. заема поста на външен министър на КНР. От 2023 г. е директор на Централната комисия по външни работи, на която се подчинява Министерството на външните работи.

## Биография
Уан И е роден на 19 октомври 1953 г. в Пекин. След като завършва училище през 1969 г., той служи в армията в продължение на осем години. От 1977 г. до 1982 г. учи японски език във Вотори университет за чужди езици в Пекин и завършва с магистърска степен по икономика. През 1981 г. се присъединява към Китайската комунистическа партия и започва работа в дипломатическата служба през 1982 г. През 2001 г. става заместник-министър на външните работи, през 2004 г. е назначен за посланик в Япония, а от 2008 г. оглавява службата по въпросите на Тайван. През 2013 г. той наследи Ян Дзиечъ като външен министър. През октомври 2022 г. той е назначен в Политбюро на Китайската комунистическа партия. В края на 2022 г. той е заменен като външен министър от Цин Ган.